# Heure canoniale
Pour les articles homonymes, voir Heures.

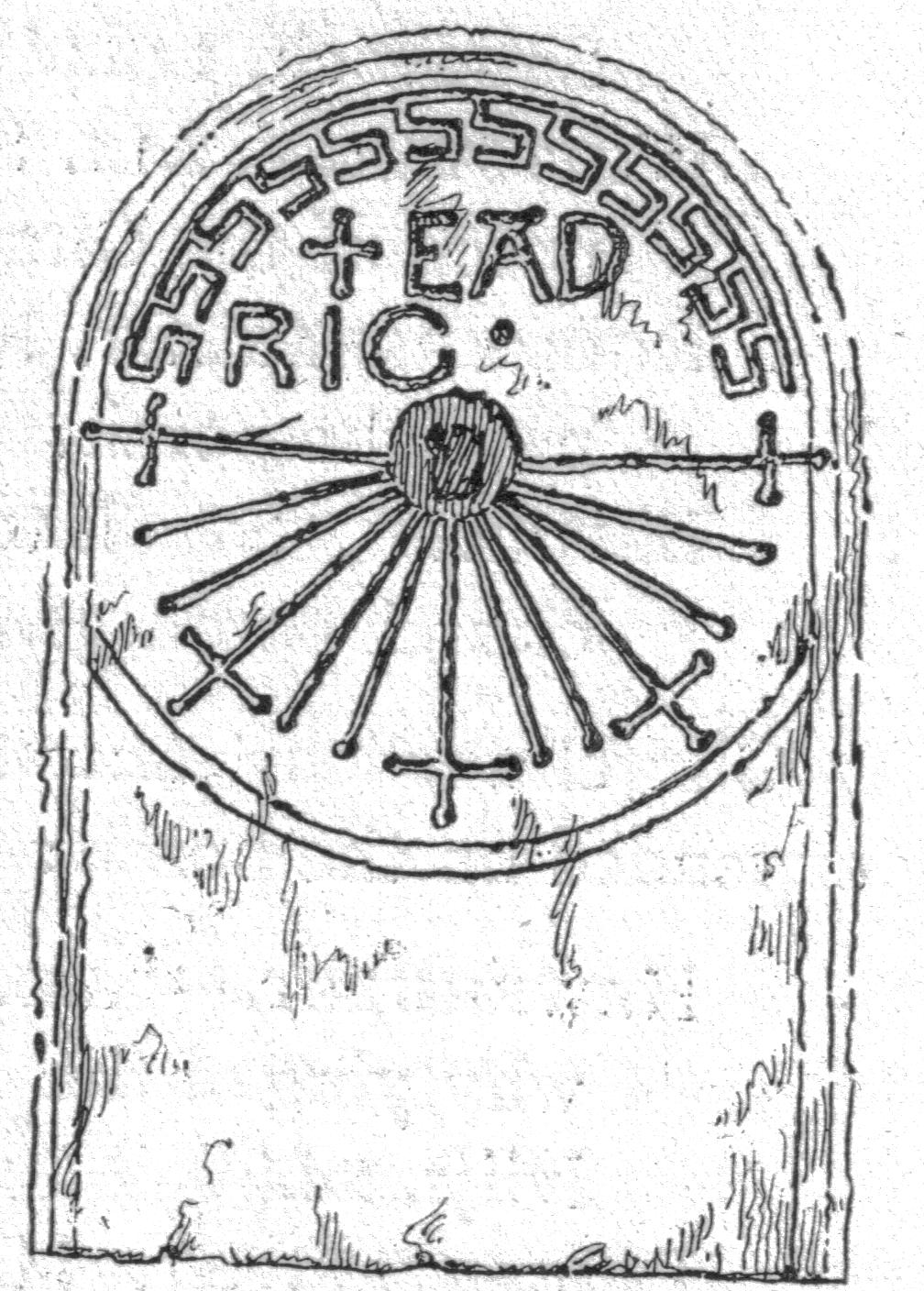
Cadran canonial du VIIe siècle. Les divisions terminées par des croix marquent les heures canoniales.

Dans le catholicisme, une heure canoniale est un office liturgique consacré à la prière (offices de la liturgie des Heures), en plus de la messe quotidienne, au sein des ordres religieux aussi bien que pour le clergé séculier. Chacune d'entre elles correspond à une division du temps où la journée et la nuit sont divisées en quatre parties. Les heures du monde romain, dont provient cette répartition, se fondaient sur une division en douze de la journée de lumière et également en douze de la nuit. Au Moyen Âge, le temps et la vie sociale sont essentiellement rythmés par la sonnerie des cloches dans les clochers qui marquent les différentes heures canoniales. 
Traditionnellement, la journée comporte sept heures canoniales, et la nuit une :
- matines ou vigiles : milieu de la nuit (minuit) ;
- laudes : à l'aurore ;
- prime : première heure du jour ;
- tierce : troisième heure du jour ;
- sexte : sixième heure du jour ;
- none : neuvième heure du jour ;
- vêpres : le soir ;
- complies : avant/après le coucher.

Les heures canoniales sont déterminées par les cadrans canoniaux et, par mauvais temps, par d'autres moyens divers (grands sabliers, clepsydres, chandelles horaires, récitations des prières ou litanies, observation des étoiles...).
Différentes réformes liturgiques modifient la répartition de ces heures au long de la journée, ainsi du XIe au XIVe siècle les heures canoniales se sont décalées progressivement vers le matin, none se retrouvant à midi.

## Les heures monastiques
Dans les monastères, l’office divin est le principal exercice de la journée. « Comme le dit le Prophète : “ sept fois le jour, j’ai proclamé ta louange ” ». Les Hébreux respectaient donc déjà ce rythme de prière. Cela correspond aux sept heures où les religieux doivent réciter les sept parties de l’office divin. Voici la répartition habituelle des heures dans les ordres religieux.
La journée commence par la grande prière des vigiles. De novembre à Pâques, les frères se lèvent à la 8e heure de nuit (vers 2 h du matin, après 8 heures environ de sommeil).
« De Pâques à novembre, on calculera l’heure de telle sorte qu’après la célébration des Vigiles et un court intervalle, pendant lequel les frères peuvent sortir pour les nécessités naturelles, commencent aussitôt les matines, qu’il faut dire au point du jour ». Les frères se trouvent dans le chœur. Au solstice d’été au moment des prières de matines, le soleil, levé à 4 h, éclaire le chœur.
Laudes est le grand office du lever du jour.
Comme dans l’Antiquité, les religieux vaquent à leurs activités pendant les heures de la journée. 
Prime (vers 6 h pour nous) et les autres Petites Heures, tierce (vers 9 heures pour nous), sexte (vers midi pour nous), none (vers 15 h pour nous) correspondent aux quatre divisions du jour chez les Romains ; les prières sont plus courtes de façon à pouvoir être récitées sur place pendant les travaux… 
De Pâques à la Pentecôte, les frères déjeunent à sexte. Les jours de jeûne, ils attendent nones. De Carême à Pâques, ils prennent un repas après Vêpres. « La sixième heure tombait toujours à midi ; la neuvième suivant les saisons entre 14 h 30 et 15 h 30 ». 
« L’heure de l’office des vêpres doit être fixée de façon que les frères n’aient pas besoin d’allumer une lampe pour le repas, et que tout se termine à la lumière du jour ».
Après les vêpres, les religieux se rendent à la lecture des conférences (de Cassien). Quand tous sont réunis, ils disent complies, ensuite nul n’a la permission de parler.
Deux grands moments encadrent ainsi la vie de la communauté : les vigiles et les vêpres le soir, célébrations solennelles de deux offices de louanges. 
Pour mener une vie exemplaire, les frères se levaient tôt. « Saint Bernard a fait l’éloge des heures de vigile, pleine de fraîcheur et de tranquillité, où la prière pure et libre s’élance avec allégresse vers le Ciel, où l’esprit est lucide, où règne un silence plus parfait que tous ceux qui suivront ». Les heures permettent aux religieux de prier pour le monde en essayant d’approcher de la prière perpétuelle. Cependant, comme les plus humbles, ils doivent s’adapter à la lumière du jour.

## Les heures séculières
Comme les moines, tous les clercs catholiques, séculiers ou réguliers, sont astreints à la prière des heures. Pour ce faire, ils utilisent le bréviaire, recueil de ces offices. Les clercs séculiers n'ayant pas un emploi du temps aussi réglé que les moines, il leur est permis de ne pas dire les prières à l'heure prescrite, mais ils doivent s'appliquer à célébrer cet office dans la journée.